# V/W級駆逐艦
V/W級駆逐艦（英語: V and W-class destroyer）は、イギリス海軍の駆逐艦の艦級。最初に建造された嚮導艦であるアドミラルティV級嚮導型、基本となるアドミラルティV級と小改正型のアドミラルティW級およびアドミラルティ改W級、特型としてのソーニクロフトV/W級およびソーニクロフト改W級がある。

## 来歴
イギリス駆逐艦の艦砲としては、1911年度のK級（アカスタ級）以降、1915年度のR級に至るまで40口径10.2cm砲3門の搭載が標準となっており、他国よりも優れた砲熕火力を備えていた。しかし1916年4月、ドイツ帝国海軍の新しい大型水雷艇が12.7cm砲を搭載するなど、これを凌駕する性能を備えているとの情報を受けて（S-113級; 実際には45口径15cm砲搭載）、砲熕火力の強化が決定された。
まず「スウィフト」およびF級「ヴァイキング」で45口径15.2センチ砲（BL 6インチ砲Mk.XII）の搭載を試みるとともに、1916年度計画の駆逐艦では、45口径10.2cm砲を4門に増備するなどの強化が図られることとなった。これによって建造されたのがV級である。また当初は魚雷発射管も3連装に強化される予定であったが、開発遅延のため、V級では従来通りの連装とされた。3連装魚雷発射管が間に合った艦はW級と称されている。
その後、ドイツ海軍駆逐艦への過大評価が判明したことから、1917年度の建造艦はR級をベースとしたS級とされたが、1918年度では、再び本級をベースとして、更に火力強化を図った改W級が建造された。

## 設計
船首楼型という船型は従来の駆逐艦を踏襲したが、艦砲を増備する必要から、艦内配置は大きく変更された。艦首側に背負式に艦砲を搭載するため、船首楼甲板を延長するとともに外板には強いフレアを付した。これによって甲板作業が容易になったほか、船首楼甲板部分の区画面積が増加したことから、先任下士官室が新設されるなど、居住性も向上した。
また艦首尾方向の長さを圧縮して艦首側の甲板面積を確保するため、艦橋構造物は全体に幅を広げており、これに伴って内部区画は全面的に見直された。1階部分には給弾室や待機所、電信室や作戦室が配され、従来はここに配置されていた操舵室や海図室は2階に移された。この配置は、以後の艦橋構造配置の雛形となった。また艦橋上部に測距儀を配し、従来ここに設置されていた探照灯は魚雷発射管付近のプラットフォームに移設したが、この方式も以後の駆逐艦でも踏襲された。またソーニクロフトV/W級では、艦橋を2番砲の上方に張り出している。
このように艦内配置が大きく刷新された一方で、機関はおおむねR級のものが踏襲された。主機はブラウン・カーチス式オール・ギヤード・タービンを基本として、ドックスフォード社艦、スワン・ハンター社艦ではパーソンズ式が採用された。またボイラーはヤーロウ式重油専焼水管ボイラーを基本として、ホワイト社艦ではホワイト・フォスター式が搭載された。
排水量の増大にもかかわらず機関を増強しなかったことから、最大速力は34ノットに低下した。ただし特型であるソーニクロフトV/W級およびソーニクロフト改W級では、高速発揮を狙って計画出力を30,000馬力に増強しており、いずれも公試速力では36～38ノットを記録、また「ウィシャート」は満載状態の1,524トンで33.962ノットを記録した。
1916年度に発注された最初の5隻は嚮導艦としての運用を想定していたため、以降の建造艦と異なり司令部設備や通信機能強化のための大型前部マスト等を備えていた。

## 装備
上記の経緯より、本級では火力強化が志向された。艦砲は、1915年度のアドミラルティ改R級で採用された長砲身・大発射速度の45口径10.2cm砲（QF 4インチ砲Mk.V）が踏襲され、装備数は従来の3門から4門に増強された。1・2番砲は船首楼甲板に、また3・4番砲は艦尾甲板に、いずれも背負式に搭載された。そして1918年度の改W級では、シェイクスピア級（ソーニクロフト型）嚮導駆逐艦と同じ45口径12cm砲（BL 4.7インチ砲Mk.I）へと、更に強化が図られた。
対空兵器も、39口径40mm高角機銃（QF 2ポンド・ポンポン砲）にかえて45口径7.6cm高角砲（QF 3インチ砲Mk.I）が採用され、第2煙突後方のプラットフォームに搭載した。ただしV級の一部は、戦後、下記の魚雷発射管とあわせて、40mm機銃に換装している。
また当初は魚雷発射管も3連装に強化される予定であったが、開発遅延のため、当初は従来通りの連装型が搭載された。その後、俵積み型の3連装型が完成したことから、1916年度計画艦のうち竣工が遅い艦は当初からこれを搭載しており、これらはW級と称された。またアドミラルティV級嚮導型でも「ヴァンパイア」のみ竣工時から3連装型を搭載したほか、通常のV級についても1920年より3連装型への換装が行われた。
なおV級の一部は、艦尾に張り出しを設け、艦尾甲板上に機雷敷設軌条を設けて、片舷あたり27～8個の機雷を搭載し、機雷敷設艦としても活動できる敷設駆逐艦に改装された。これらの艦は、魚雷発射管の換装更新は行わなかった。

### WAIR改修

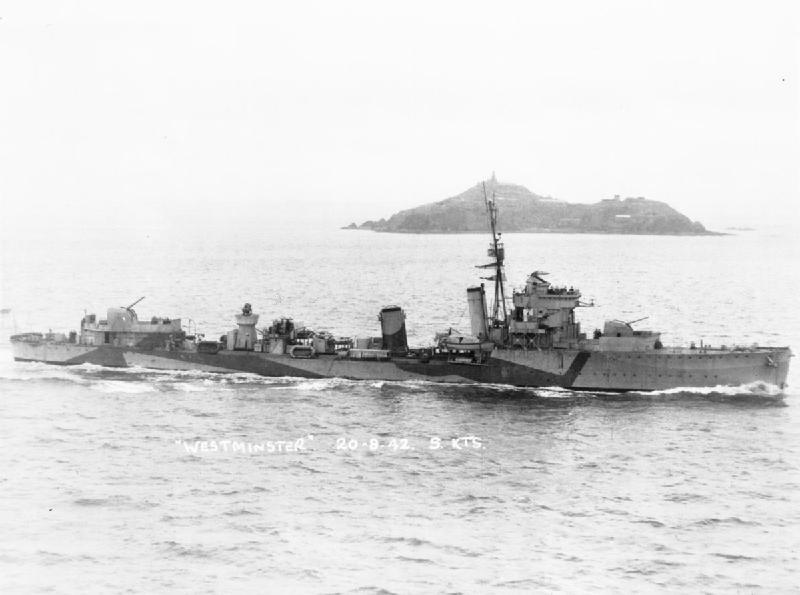
WAIR改修艦 (「ウェストミンスター」)

その後、第二次世界大戦直前の1936年には、本級のうち36隻を対象として、WAIR改修が発動された。これはハント級駆逐艦やブラックスワン級スループに準じて、下記のように防空・対潜護衛艦としての装備を搭載するものであった。
- 早期警戒用の291型レーダー、測距・射撃指揮用の285型レーダーの搭載。
- 改119型または127型ソナーの搭載。
- 対空兵器の強化 - 艦砲を45口径102mm連装砲（QF 4インチMk.XVI）に換装、対空射撃用FCS（FKC）の搭載、62口径12.7mm4連装機銃の搭載（のちに70口径20mm機銃に換装）
- 対潜爆雷の搭載 - 爆雷投射機2基および投下軌条2条、爆雷30～45発

また開戦後には、WAIR改修の対象にならなかった艦も、レーダーやソナー、機銃や対潜兵器を搭載して、護衛駆逐艦として投入された。

## 同型艦
アドミラルティV級嚮導型
- ヴァルキリィ（HMS Valkyrie）
- ヴァララス（HMS Valorous）
- ヴァレンタイン（HMS Valentine）
- ヴァルハラ（HMS Valhalla）
- ヴァンパイア（HMS Vampire）
→ 1933年10月11日付で豪海軍に貸与（HMAS Vampire）

アドミラルティV級
- ヴィーメント（HMS Vehement）
- ヴェンチュラス（HMS Venturous）
- ヴァネッサ（HMS Vanessa）
- ヴァニティ（HMS Vanity）
- ヴァンキッシャー（HMS Vanquisher）
- ヴァノック（HMS Vanoc）
- ヴィガ（HMS Vega）
- ヴェロックス（HMS Velox）
- ヴェンデッタ（HMS Vendetta）
→ 1933年10月11日付で豪海軍に貸与（HMAS Vendetta）
- ヴィヌーシア（HMS Venetia）
- ヴァーダン（HMS Verdun）
- ヴァーサタイル（HMS Versatile）
- ヴェルラム（HMS Verulam）
- ヴェスパー（HMS Vesper）
- ヴィデット（HMS Vidette）
- ヴァイアラント（HMS Violent）
- ヴィミエラ（HMS Vimiera）
- ヴィットリア（HMS Vittoria）
- ヴィヴァシアス（HMS Vivacious）
- ヴィヴィアン（HMS Vivien）
- ヴォアティガーン（HMS Vortigern）
- ヴェクティス（HMS Vectis）
- ヴァンクーバー（HMS Vancouver）
→ ヴィミィ（HMS Vimy）

アドミラルティW級
- ウェイクフル（HMS Wakeful）
- ワッチマン（HMS Watchman）
- ウォルポール（HMS Walpole）
- ホイットリィ（HMS Whitley）
- ウォーカー（HMS Walker）
- ウエストコット（HMS Westcott）
- ウォーラス（HMS Walrus）
- ウルフハウンド（HMS Wolfhound）
- ワーリック（HMS Warwick）
- ウェセックス（HMS Wessex）
- ヴォイジャー（HMS Voyager）
→ 1933年10月11日付で豪海軍に貸与（HMAS Voyager）
- ホワールウィンド（HMS Whirlwind）
- レスラー（HMS Wrestler）
- ウィンチェルシー（HMS Winchelsea）
- ウィンチェスター（HMS Winchester）
- ウェストミンスター（HMS Westminster）
- ウィンザー（HMS Windsor）
- ライネック（HMS Wryneck）
- ウォーターヘン（HMS Waterhen）
→ 1933年10月11日付で豪海軍に貸与（HMAS Waterhen）

ソーニクロフトV/W級
- ヴァイスロイ（HMS Viceroy）
- ヴァイカウント（HMS Viscount）
- ウールジー（HMS Wolsey）
- ウールストン（HMS Woolston）

ソーニクロフト改W級
- ウィシャート（HMS Wishart）
- ウィッチ（HMS Witch）

アドミラルティ改W級
- ヴァンシッタート（HMS Vansittart）
- ヴォランティア（HMS Volunteer）
- ヴェノマウス（HMS Venomous）
- ヴェリティ（HMS Verity）
- ヴェテラン（HMS Veteran）
- ワンダラー（HMS Wanderer）
- ホワイトホール（HMS Whitehall）
- ホワイトセッド（HMS Whitshed）
- ワイルド・スワン（HMS Wild Swan）
- レン（HMS Wren）
- ウィザリントン（HMS Witherington）
- ウールヴァリン（HMS Wolverine）
- ウースター（HMS Worcester）
- ワイヴァーン（HMS Wivern）